# Pilcaya (kommun)
Pilcaya är en kommun i Mexiko.   Den ligger i delstaten Guerrero, i den sydöstra delen av landet, 100 km sydväst om huvudstaden Mexico City. Antalet invånare är 11 035. Arean är 62 kvadratkilometer.
Terrängen i Pilcaya är huvudsakligen kuperad.
Följande samhällen finns i Pilcaya:
- Pilcaya
- La Concepción
- Cacahuamilpa
- Crucero de Grutas
- Santa Teresa
- Amatitlán
- El Platanar
- Santa María
- El Bosque
- Bordo Mora
- Los Sauces
- Ninguno
- El Transformador